# Xanthorhoe incertata
Xanthorhoe incertata là một loài bướm đêm trong họ Geometridae.